# Dady da da
Singles de France Gall
Le Temps du tempo
(1968) Y'a du soleil à vendre
(1968)
Dady da da est une chanson de France Gall. Elle est initialement parue en 1968 sur un EP.

## Développement et composition
C'est à l'origine l'indicatif The Big Team composé par Michel Colombier pour le générique de l'émission télévisée des années 1960-1970, Dim, Dam, Dom et figurant sur le 33 tours Capot pointu compilant différentes œuvres de Michel Colombier et paru en 1969 (label La Compagnie),.
Sur la musique originale de Michel Colombier, Pierre Delanoë écrit les paroles de ce qui devient la chanson Dady da da arrangée par Alain Goraguer et interprétée par France Gall, premier titre de la face A de son avant-dernier 45 tours EP Philips sorti en avril 1968. France Gall la chantera d'ailleurs le même mois lors de la diffusion d'un numéro de Dim, Dam, Dom.
Le disque est produit par Denis Bourgeois.

## Listes des pistes
EP 7" 45 tours Dady da da / Allo! Monsieur là-haut / Le Temps du tempo / La Vieille Fille (1968, Philips 437.423 BE, France)
A1. Dady da da (2:35)
A2. Le Temps du tempo (2:33)
B1. Allo ! Monsieur là-haut (2:50)
B2. La Vieille Fille (2:30)

## Classements
Dady da da / Le Temp s du tempo,
| Classement (1968)                       | Meilleure position |
| --------------------------------------- | ------------------ |
| Belgique (Wallonie Ultratop 50 Singles) | Tip                |

## Reprises
En 1968, par le groupe britannique The Satin Bells sur leur 45 tours S Pye Records réf. HT 300228 et 17608 : Da Di Da Da, adaptation anglaise de Jack Fishman (face A) et Oh No, Oh Yes, paroles et musique de Carol Bell (face B).